# 장문익
장문익(蔣文益,1596-1652, 본관:아산, 호:조경암)은 조선 중기의 학자이다. 정묘호란과 병자호란 당시 밀양지역과 영남일대의 의병장으로 활약하였으며, 당시 스승 장현광 휘하에서 12읍 의병장으로 추대되었다.
강사우음, 강사유감 등 강호에서의 선비의 삶과 세상에 대한 고민을 담은 시 56수, 서간집, 스승 정구, 장현광, 목장흠 형제 및 벗들과의 교류 등을 담은 조경암 문집(1797)이 5대손 장옥정에 의해 간행되었다.